# Thismia rodwayi
Espèce
Thismia rodwayi, appelée également lanterne de fée (fairy lantern en anglais), est une espèce de plantes à fleurs de la famille des Burmanniaceae. C'est une plante non chlorophyllienne qui se rencontre au sud de l'Australie, plus précisément en Tasmanie, Victoria et Nouvelle-Galles du Sud, et également en Nouvelle-Zélande.
Le faible nombre d'individus de cette espèce a conduit son classement en « rare » sous le Tasmanian Threatened Species Protection Act (en) de 1995. Elle n'est toutefois pas inscrite sur la liste rouge de l'UICN.

## Caractères biologiques
Thismia rodwayi se présente à l'observateur comme une petite fleur (la lanterne) d'une couleur rouge-orangé, apparemment dépourvue de tige et de feuilles, posée sur le sol ou, le plus souvent, dissimulée par une couche de litière. Elle est dépourvue de chlorophylle, son appareil végétatif est souterrain et réduit à des racines et une tige florale incolores.
Thismia rodwayi est généralement considérée comme une espèce saprophyte, bien qu'en réalité elle soit associée à un champignon qui est le vrai saprophyte.
Le cycle biologique, et notamment reproductif, de cette plante est encore très mal connu.

### Caractères descriptifs
Thismia rodwayi est, selon le botaniste Mark Wapstra, très bien décrite (« aptly described ») par son nom vernaculaire de fairy lantern, ou « lanterne de fée ». Il s'agit d'une plante de très petite taille, ne laissant dépasser hors du sol que son tube floral obovale rouge-orangé, long de 10 à 18mm. Cette « fleur » est surmontée par un périanthe à six lobes : trois lobes intérieurs, courbés vers le centre, et trois lobes extérieurs, qui s'en éloignent.
La fleur est au sommet d'une tige florale incolore et généralement souterraine de 0,5 à 3 cm de long, portant six bractées allant en s'élargissant à mesure qu'elles s'approchent de la fleur. Cette tige florale est le prolongement des racines, qui sont épaisses de 1 à 1,5 mm et longues de 4 à 15 cm.
De manière générale, chaque individu ne porte qu'une seule fleur, exceptionnellement deux, et sont répartis en groupes de 2 à 5 plantes (mais pouvant aller jusqu'à 12) sur une surface inférieure à 1 m2.

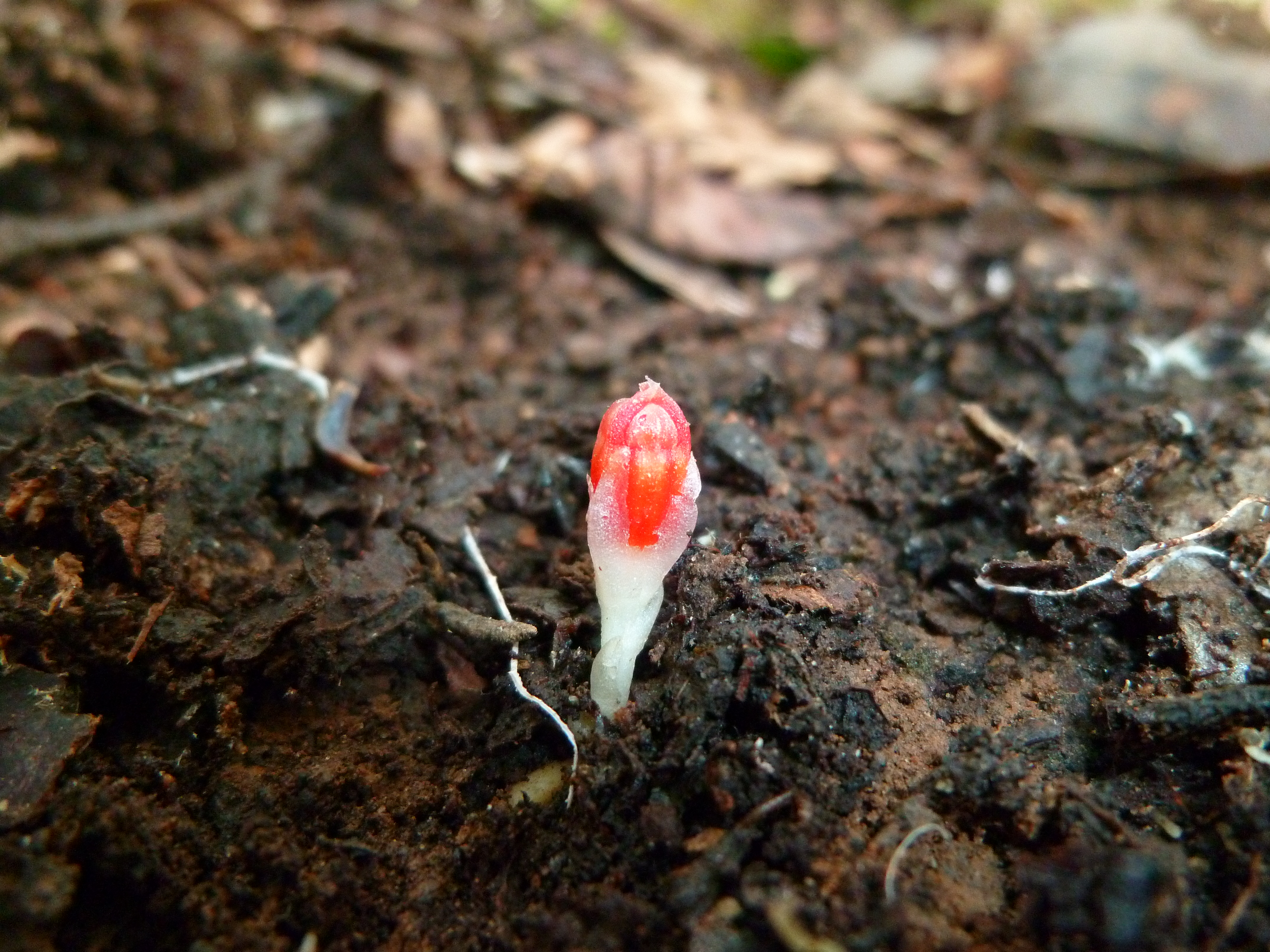
Thismia rodwayi peut aussi être vue sous la forme d'un bouton rouge enchâssé dans les bractées.

### Données autécologiques
T. rodwayi est liée à la forêt humide d’eucalyptus, principalement E. obliqua, regnans, delegatensis ou viminalis, d’altitude comprise entre 100 et 650 mètres. L’habitat potentiel de cette espèce en Tasmanie est d’ailleurs estimé à l’aide des unités de végétation RFA (Regional Forest Agreement), comme tall E. obliqua forest (OT) ou wet viminalis forest (VW). Toutefois, les données de présence de cette plante sont anecdotiques, aussi l’habitat potentiel est-il bien plus répandu qu’elle.
Plus localement, on identifie les zones potentielles de Thismia par un couvert forestier peu dense, un sol humide, dense et argilo-limoneux, recouvert par une litière épaisse de plusieurs millimètres.

### Cycle biologique
Le cycle biologique de T. rodwayi est encore très mal connu. Étant donné qu’elles apparaissent en groupes d’individus proches, il est généralement admis que le pollen et les graines sont transportés sur de courtes distances, ce qui pourrait signifier que la plante n’occupe qu’une fraction de son habitat potentiel.
Il existe actuellement deux principales hypothèses concernant le mécanisme de pollinisation de T. rodwayi :
- L’entomogamie : Des fongicoles (fungus gnat (en) en anglais) pourraient se retrouver emprisonnés dans la fleur, et être forcés d’en sortir par l’espace situé entre les anthères, capturant ainsi du pollen[5].
- La zoogamie : Des mammifères comme le potorou (Potorous tridactylus) sont connus pour se nourrir de racines et champignons souterrains dans des milieux similaires et pourraient servir de vecteurs. Un autre vecteur potentiel serait l’oiseau-lyre superbe, Menura novaehollandiae[2].

Une colonisation de l’espace par des stolons est également envisagée.

### Saprophytisme
Bien que souvent, qualifiée de saprophyte, Thismia rodwayi est en réalité mycohétérotrophe : elle est associée à un fungus qui est le vrai saprophyte. L’hyphe de ce champignon se trouve dans les cellules corticales des racines de la plante, ainsi qu’autour de ces racines, mélangée à l’humus.
La matière organique en putréfaction est absorbée par le fungus qui la stocke sous forme d’acides gras dans des vésicules. Les cellules fongiques sont ensuite digérées par la plante-hôte, et les vésicules sont transformés en un sucre polysaccharide, probablement du glycogène.

## Rareté et protection
À cause du faible nombre de données disponibles, Thismia rodwayi n’apparaît pas sur les listes de l’UICN. Toutefois, elle est classée comme « Rare » par le Tasmanian Threatened Species Protection Act de 1995 selon le critère B (espèces soumises à un risque stochastique de mise en danger de par la faible taille de leurs populations).
L’un des principaux obstacles à l’obtention de nouvelles données de présence est le caractère discret de cette plante : bien que très colorée, elle est souvent dissimulée par la litière, et les relevés botaniques de routine ont peu de chance de la détecter. Des campagnes spécifiques à cette plante ont toutefois été lancées avec succès, et la quantité de données disponibles augmente.
Bien que la plupart des zones à Thismia soient protégées (parcs nationaux, ripisylves, réserves, etc.), il semblerait que cette plante s’accommode bien des perturbations liées à la sylviculture de forêt native comme les coupes rases ou sélectives, les brûlis de régénération et autres interventions sylvicoles. Un passage à de la plantation monospécifique lui serait en revanche très certainement dommageable.